# Home (Machine Gun Kelly, X Ambassadors e Bebe Rexha)
Home è un singolo collaborativo del rapper Machine Gun Kelly, del gruppo X Ambassadors e della cantante Bebe Rexha, pubblicato nel 2017 ed estratto dalla colonna sonora del film Bright.

## Tracce
1. Home – 3:21